# Violeta Urtizberea
Pour les articles homonymes, voir Violeta et Urtizberea.
Violeta Urtizberea, née le 19 février 1985 à Buenos Aires, est une actrice argentine de théâtre et de séries télévisées.

## Biographie
Violeta Urtizberea est la fille de Mex Urtizberea (es) et la petite-fille de Raúl Urtizberea (es).

En 2017, elle tient le rôle de Florencia Estrella dans la série Las Estrellas,.

## Filmographie
- 1995-1998 : Magazine for Fai (série télévisée) : rôles variés
- 2004 : Locas de amor (mini-série) : Luz Teglia (8 épisodes)
- 2005 : Conflictos en red (mini-série) : Gaby (1 épisode)
- 2006 : Amo de casa (série télévisée) : Violeta (160 épisodes)
- 2006 : Bendita vida (série télévisée) (3 épisodes)
- 2006 : Soy tu fan (mini-série) : Agustina (8 épisodes)
- 2006 : Killer Women (mini-série) (1 épisode)
- 2007 : La Fiancée errante (Una novia errante) : Tati
- 2007-2008 : Lalola (série télévisée) : Julia (75 épisodes)
- 2008 : Un novio para mi mujer : Paola
- 2009 : Enséñame a vivir (série télévisée) (136 épisodes)
- 2009 : Francia
- 2011 : Los únicos (série télévisée) : Mara (1 épisode))
- 2011 : Mistreated (mini-série) : Patricia (2 épisodes)
- 2011 : El pacto (mini-série) : Sol García Fabre (13 épisodes)
- 2012 : No te enamores de mí : Paula
- 2012 : Graduados (série télévisée) : Gabriela "Gaby" Goddzer (178 épisodes)
- 2013 : Por Ahora (série télévisée) : Martina
- 2013 : Una vida posible (téléfilm) : Violeta
- 2014 : El secreto de los Rossi (mini-série) (4 épisodes)
- 2014 : Las insoladas : Vicky
- 2014 : Voley (es) : Manuela
- 2014-2015 : Viudas e hijos del Rock & Roll (série télévisée) : Lourdes Sánchez Elías de Arostegui (152 épisodes)
- 2015 : Conflictos modernos (mini-série) (1 épisode)
- 2016 : Las palomas y las bombas (mini-série) (5 épisodes)
- 2016 : Educando a Nina (série télévisée) : Graciela (87 épisodes)
- 2017 : Las Estrellas (série télévisée) : Florencia Estrella (39 épisodes)
- 2017 : Libro de la Memoria: Homenaje a las víctimas del atentado (court métrage)